# Dom Kopernika w Toruniu
Dom Kopernika w Toruniu – miejsce narodzin astronoma Mikołaja Kopernika. Obecnie domem Kopernika nazywa się kamienicę położoną przy ul. Kopernika 15, jednak na przestrzeni lat za miejsce narodzin astronoma uważano kamienice na rogu ul. Piekary i Starotoruńskiej (ob. Kopernika 40) lub przy ul. Kopernika 17. Obecnie w późnogotyckich kamienicach przy ul. Kopernika 15 i 17 mieści się Dom Mikołaja Kopernika, filia Muzeum Okręgowego w Toruniu.

## Historia
Poszukiwania domu Mikołaja Kopernika rozpoczęły się w 1711 roku. Zdaniem toruńskiego kronikarza Jakuba Henryka Zerneckego, Kopernik mógł mieszkać w domu narożnym przy ul. Starotoruńskiej (ob. odcinek dzisiejszej ulicy Mikołaja Kopernika, na odcinku od Bramy Starotoruńskiej do ul. św. Ducha). Według Samuela Luthera Gereta dom rodziny Koperników mieścił się na rogu ul. Piekary i ul. Starotoruńskiej, prawdopodobnie ówcześnie przy numerze 168. Za sprawą Gereta ok. 1760 roku przy kamienicy wybudowano tzw. Studnię Kopernika. Przy Studni znajdowała się piramida z kulą ziemską na wierzchu. Z czasem na szczycie Studni postawiono rzeźbę przedstawiającą dłoń trzymającą w cyrklu kulę ziemską. Z tej kamienicy gen. Stanisław Wojczyński rozkazał wyjąć cegłę i posłać ją do Świątyni Sybilli w Puławach. Rzekomy dom Kopernika odwiedzili m.in. Napoleon Bonaparte (w 1812 roku) i Fryderyk Chopin. Władze pruskie zadeklarowały sfinansowanie remontu kamienicy pod warunkiem zaprezentowania dowodów, że budynek faktycznie należał do rodziny Koperników. W ciągu kilku lat znaleziono kilka źródeł, które z trudem udowadniały, że w tym budynku mógł urodzić się astronom. Pomimo tego kamienica przez wiele kolejnych lat uchodziła za dom rodziny Koperników i miejsce narodzin Mikołaja Kopernika. Niemieckie towarzystwo naukowe Coppernicus-Verein für Wissenschaft und Kunst wmurowało w ścianę od strony ul. Piekary tablicę pamiątkową.
W 1881 roku prezydent Torunia Georg Bender odnalazł zeszyt, zawierający spis powinności mieszczan z 1450 roku. Na podstawie tego dokumentu Bender ustalił, że Mikołaj Kopernik-ojciec mieszkał w domu przy ul. św. Anny (obecnie Mikołaja Kopernika 17). Budynek ten w połowie XV wieku był drewniany. Nowe ustalenia spotkały się z krytyką ze strony Coppernicus-Verein. Według rady handlowego i członka Coppernicus-Verein Hermanna Adolpha, Mikołaj Kopernik-ojciec był właścicielem kilkunastu kamienic. Towarzystwo zdecydowało się nie zdejmować tablicy pamiątkowej na kamienicy przy rogu Piekar i Starotoruńskiej. Nowe ustalenia poparł żyjący na przełomie XIX i XX wieku niemiecki historyk i pastor Reinhold Heuer.
W 1923 roku władze polskie wmurowały w dom przy ul. Kopernika 15 granitową tablicę pamiątkową. Tablica została ukryta we wrześniu 1939 roku. Po wojnie powieszono ją we wnętrzu kamienicy. W 1938 roku zdjęto tablicę z domu na rogu ul. Piekary i Starotoruńskiej. Niemiecka tablica została wywiezione przez wojska niemieckie w 1945 roku.
Pod koniec lat 60. XX wieku rozpoczęto remont generalny Starego Miasta w Toruniu. Pracę objęły również Dom Mikołaja Kopernika. Od 1973 roku w odrestaurowanym budynku mieści się Muzeum Okręgowe Dom Mikołaja Kopernika.
Według ustaleń historyka Tomasza Jasińskiego z 1985 roku, domem Kopernikiem okazała się sąsiednia kamienica, położona przy ul. Kopernika 15. Parcela obejmowała dwie działki. Na nich wybudowano murowaną dwupiętrową kamienicę, z dekoracyjną elewacją, zwieńczoną ozdobnym szczytem. Na tyłach ulokowano duży magazyn gospodarczy. Po latach tablicę upamiętniającą narodziny Mikołaja Kopernika przeniesiono do sąsiedniej kamienicy.
Do dzisiaj istnieją spory, gdzie mógł urodzić się Mikołaj Kopernik. Według historyka Krzysztofa Mikulskiego, Mikołaj Kopernik mógł urodzić się w należącej do rodziny Koperników kamienicy przy Rynku Staromiejskim 36, będącą bardziej reprezentacyjnym budynkiem. Gmach przy Rynku został rozebrany w XIX wieku, na jego miejscu powstał nowy budynek. Obecnie w tym miejscu mieści się dom towarowy PDT.

## Muzeum Dom Mikołaja Kopernika
W kamienicach przy ul. Kopernika 15 i 17 mieści się Dom Mikołaja Kopernika, filia Muzeum Okręgowego w Toruniu. Muzeum oddano do użytku w 1973 roku. W latach 2017–2018 przeprowadzono modernizację muzeum. W muzeum odtworzono średniowieczny układ wnętrz i ich wystrój z okresu od XV do XVIII wieku. W drugiej części muzeum znajdują się pamiątki po astronomie i jego rodzinie, kolekcja różnych wydań De revolutionibus orbium coelestium. W piwnicy znajduje się stała wystawa pt. Świat toruńskiego piernika.